# Doña Ana megye
Doña Ana megye az Amerikai Egyesült Államokban, azon belül Új-Mexikó államban található. Megyeszékhelye és legnagyobb városa Las Cruces. Lakosainak száma 219 561 fő (2020. április 1.). Doña Ana megye Sierra, El Paso, Otero és Luna megyékkel határos.

## Népesség
A megye népességének változása:
| Lakosok száma | 210 288 | 212 772 | 213 952 | 213 460 | 214 295 | 219 561 |
|               | 2010    | 2011    | 2012    | 2013    | 2015    | 2020    |